# Рейчел Джексон
Рейчел Донельсона Робардс Джексон (англ. Rachel Donelson Robards Jackson; 15 червня 1767 — 22 грудня 1828) — дружина президента США Ендрю Джексона.

## Біографія
Рейчел Донельсона народилася в Нешвіллі, округ Галіфакс, Віргінія. У дитинстві її вважали досить красивою і непосидючою. До зустрічі з Ендрю Джексоном була одружена з капітаном Льюїсом Робардс, який володів ревнивим характером і ірраціональним розумом. Джексон прибув в Нешвілл в 1788 році, а роблячи пропозицію Рейчел вважав, що вона розлучена. У 1794 році відбулося весілля Донельсона і Джексона. Під час виборів 1828 років Джексон була звинувачена Джоном Квінсі Адамсом в поліандрії. У тому ж році вона померла. Ендрю Джексон звинуватив опозицію в її смерті. Сьогодні, вибори 1828 року, на думку деяких істориків, можуть бути одними з підлих в американській історії.
На могилі дружини Джексон написав епітафію: «Тут лежать останки пані Рейчел Джексон, дружини президента Джексона, яка померла 22 грудня 1828 в віці 61 року. Обличчя її було справедливим, приємним і сердечним, а характер люб'язним. Вона рада за звільнення своїх близьких, і горда за свої ліберальні і невибагливі методи. Для бідних вона була благодійником, для багатих прикладом, нещасному була утішником, до процвітаючому прикрасою. Її жалість йшла рука об руку з прихильністю. Вона дякувала Творця за можливість робити гарне. Вона була настільки ніжною і прихильною, що наклеп могла її поранити, а не зганьбити. Навіть смерть, відірвавшись її від рук чоловіка, пересадила її на лоно Бога». За словами внучки Рейчел, Рейчел Джексон Лоуренс, Джексон відвідував могилу дружини щоночі на заході.
З 1829 по 1836 р обов'язки Першої леді виконувала племінниця Рейчел Джексон, Емілі Донельсона.